# Populifugia
La populifugia o poplifugia (Latín: el día de la huida de la gente), era una fiesta de la Antigua Roma que se celebraba el 5 de julio, según Varrón, en conmemoración de la huida de los romanos, cuando los habitantes de Ficulea y Fidenas aparecieron en armas contra ellos, poco después de la quema de la ciudad por los galos (véase la Batalla de Alia).
Dos días después, la victoria de los romanos sobre los senones de Breno, se conmemoró el 7 de julio con la fiesta de Nonas Caprotinas, en honor a Juno Caprotina, y al día siguiente fue el Vitulatio ("Día de la Alegría", en conmemoración de Vitula, la diosa de la alegría y la victoria), supuestamente con motivo de la ofrenda de agradecimiento de los pontífices al evento. Macrobio, que erróneamente sitúa la Poplifugia en las nonas, dice que conmemoraba una retirada ante los toscanos, mientras que Dionisio refiere su origen en la huida de la muchedumbre cuando Rómulo desapareció de la tierra.
Durante la fiesta, la gente se reunía en el pantano de Caprea, en el Campo de Marte (Roma), para hacer un sacrificio. Fuera de la ciudad (el Campo de Marte estaba extramuros de la muralla Serviana), la multitud gritaba los nombres más comunes entre los romanos como Marco, Cayo, Lucio, etc. 
Tal vez la fiesta tuviese un origen rural, que se llevase a cabo en el momento de la cosecha, pero esta conexión no está clara haste este momento.